# Pseudoneureclipsis usia
Pseudoneureclipsis usia är en nattsländeart som beskrevs av Malicky och Chantaramongkol 1993. Pseudoneureclipsis usia ingår i släktet Pseudoneureclipsis och familjen fångstnätnattsländor. Inga underarter finns listade i Catalogue of Life.